# Mon ami Maigret
Mon ami Maigret est un roman policier de Georges Simenon publié en 1949. Il fait partie de la série des Maigret.
L'écriture de ce roman s'est déroulée du 24 janvier au 2 février 1949 à Tumacacori, non loin de Tucson, en plein cœur de l'Arizona (États-Unis), soit à quasiment 9 000 km de l'île de Porquerolles où se déroule l'action.

## Résumé
Maigret reçoit la visite de Mr. Pyke, agent de Scotland Yard, désireux de connaître ses fameuses méthodes. Mais aucun cas intéressant ne se présente à Paris. C'est alors qu'un coup de téléphone de Porquerolles informe Maigret du meurtre d'un certain Marcellin qui, peu de temps avant sa mort, a prétendu être un « ami » du commissaire. En fait, Maigret l'a connu autrefois, lorsqu'il a fait admettre au sanatorium son amie Ginette qui était tuberculeuse (alors que Marcellin lui-même était en prison). 
Sur l'insistance du Commissaire Central, Maigret se rend sur place, en compagnie de l'inspecteur Pyke. Grâce au témoignage de plusieurs habitants de l'île, dont il fait successivement la connaissance, Maigret – aidé à l'occasion par la perspicacité toute britannique de Mr. Pyke – rassemble les éléments qui lui permettront de faire la lumière sur le crime. Ses soupçons se portent sur deux hommes : Philippe de Moricourt, jeune désargenté de bonne famille, sorte de gigolo qui se fait entretenir par une richissime Anglaise collectionneuse de tableaux, Mrs. Ellen Wilcox, et le jeune peintre hollandais Jef de Greef. 
Marcellin avait découvert une escroquerie : un tableau que de Greef avait signé du nom de Van Gogh et vendu ensuite à Mrs. Wilcox par l'intermédiaire de de Moricourt. Marcellin, résolu à faire chanter les deux complices et dans le but de les effrayer, n'avait pas hésité à proclamer devant plusieurs personnes que Maigret était son ami. Le soir même, l'un des deux escrocs, à la faveur du mistral, l'avait tué à coups de revolver. 
Reste à savoir lequel des deux est le coupable. Maigret soupçonne de Greef, homme décidé et sans scrupules, plutôt que de Moricourt, qui ne semble pas avoir l'étoffe d'un criminel. La suite des événements confirmera ce jugement. Tandis que de Moricourt se montre faible et peureux, de Greef, lui, ne craint pas d'assumer ses actes et adopte une attitude décidée. On apprendra en outre qu'Anna, sa jeune compagne, s'est suicidée après l'arrestation de son amant ; peut-être parce qu'elle a découvert son activité d'escroc, mais peut-être aussi par crainte de la police et de le trahir.

## Aspects particuliers du roman
La présence de Mr. Pyke, qui fait preuve d’une perspicacité étonnante, gêne Maigret dans son enquête. Elle l’oblige à modifier sa tactique habituelle : face à la rigueur et à la sobriété de l’Anglais, il a conscience de sa propre lourdeur et du non-conformisme de ses fameuses méthodes. Il semble même parfois développer un complexe d'infériorité face à son collègue. Malgré tout, c'est bien Maigret qui finit par découvrir la vérité, grâce, encore une fois, à son intuition et à son expérience. Finalement, le match entre Maigret et Pyke n'a ni vainqueur ni perdant et Maigret finit par apprécier le fair-play de Mr. Pyke.

## Fiche signalétique de l'ouvrage

### Cadre spatio-temporel

#### Espace
Paris (quai des Orfèvres). Ile de Porquerolles.

#### Temps
Époque contemporaine ; l’enquête dure quatre jours et se déroule en mai.

### Les personnages

#### Personnage principal
Marcel (dit Marcellin) Pacaud, la victime. Ex-souteneur, condamné à plusieurs reprises, vivant d’expédients. Célibataire, environ 50 ans.

#### Autres personnages principaux
- Mr. Pyke, Anglais, inspecteur de Scotland Yard, invité en France par le préfet de police pour étudier les méthodes de la P.J., environ 35 à 40 ans
- M. Emile, exploitant (avec sa mère Justine, 79 ans) de « maisons » sur la Côte d’Azur, 65 ans
- Ginette, Bretonne, ex-maîtresse de Pacaud ; tient à Nice une des « maisons » de M. Emile, 45 à 50 ans
- Ellen Wilcox, Anglaise âgée vivant sur son yacht, the North Star, au large de l'île de Porquerolles
- Philippe de Moricourt, jeune aristocrate désargenté, « secrétaire » et amant de Mrs. Wilcox, environ 30 ans
- Jef de Greef, Hollandais, fils de magistrat, peintre, 24 ans
- Anna Bebelmans, Belge, maîtresse de De Greef, 18 ans.

## Éditions
- Édition originale : Presses de la Cité, 1949
- Tout Simenon, tome 3, Omnibus, 2002  (ISBN 978-2-258-06044-9)
- Livre de poche, n° 14244, 2003  (ISBN 978-2-253-14244-7)
- Tout Maigret, tome 4, Omnibus,  2019  (ISBN 978-2-258-15045-4)

## Adaptations
- Sous le titre My Friend The Inspector, téléfilm anglais d'Eric Taylor, avec Rupert Davies, diffusé en 1960.
- Maigret, Épisode 21: Mon ami Maigret (sur IMDB), téléfilm français de François Villiers, avec Jean Richard et Gérard Depardieu, diffusé en 1973.
- Maigret, Épisode 35: Mon ami Maigret : (sur IMDB), téléfilm franco-belge de Bruno Gantillon, avec Bruno Cremer, diffusé en 2001.